# نقنه
نَقْنِه شهری در شهرستان بروجن از توابع استان چهارمحال و بختیاری است.
این شهر، شرقی‌ترین نقطه در استان است.

## تاریخچه
تاریخ دقیق اسکان در مکان فعلی شهر نقنه مشخص نیست، هرچند قدیمی‌ترین تاریخ مسجل برای نقنه را می‌توان بر اساس زمان ساخت مسجد جامع نقنه که طبق بررسی‌های باستان‌شناسی به دوره تیموریان (۷۷۱ – ۹۱۱ ه‍.ق/۱۳۷۰–۱۵۰۶ م) بازمی‌گردد، به آن زمان نسبت داد.

## مردم‌شناسی

### جمعیت
بر اساس سرشماری سال ۱۳۹۵ جمعیت نقنه ۹۹۲۳ نفر است.

### مردم
مردمان این شهر به زبان‌های فارسی چهارمحالی، لری بختیاری و ترکی قشقایی سخن می‌گویند.

## وجه تسمیه
به گفته برخی از بزرگان شهر، کلمه نقنه از قنات مشتق شده‌است و این به دلیل قنات‌های متعددی (به قولی ۷ دهنه قنات) است که در گذشته در نقنه وجود داشته و در حال حاضر نیز برخی از آن‌ها فعال هستند و آب آن‌ها از مرکز شهر نقنه می‌گذرد و مزارع پایین دست نقنه را آبیاری می‌کند.

## جاذبه‌های گردشگری

### مسجد جامع نقنه
مسجد جامع نقنه مربوط به دوره تیموریان است و در شهرستان بروجن، بخش مرکزی، شهر نقنه واقع شده و این اثر در تاریخ ۱۰ مهر ۱۳۸۰ با شمارهٔ ثبت ۴۱۸۵ به‌عنوان یکی از آثار ملی ایران به ثبت رسیده‌است.

### چشمه اردوبار
این چشمه که در شمال نقنه و در پایین کوهی به همین نام قرار دارد در همه فصول سال پرآب است و آب گوارایی دارد. آب این چشمه اراضی پایین دست را آبیاری می‌کند. در اطراف این چشمه مرغزار زیبایی قرار دارد.

### چشمه سفید نقنه
چشمه سفید نقنه دارای چشم‌اندازی بسیار زیبا با چشمه‌ای بسیار گوارا و درختان بسیار زیبا و کهن در کنار کوه چشمه سفید قرار گرفته این مکان در۲کیلومتری شهر نقنه در جاده تنگ آهن واقع شده‌است. در فصل بهار و تابستان بسیار زیبا و سرسبز محلی جهت گردش مردم و در زمستان با پوشیده شدن کوه‌های اطرافش از برف محلی جهت پیست اسکی اهالی می‌شود.

### آسیاب آبی نقنه
آسیاب آبی نقنه در جنوب این شهر و در حاشیه رودخانه نقنه قرار گرفته‌است. این آسیاب تا دهه ۴۰ شمسی فعال بوده‌است اما متأسفانه در حال حاضر به دلیل عدم توجه و همچنین خشک شدن رودخانه (به دلیل خشکسالی و احداث سد)، جز ویرانه‌ای از آن باقی نمانده‌است.

### امامزاده میر حیدر شاه
امامزاده میر حیدر شاه،این امامزاده از نوادگان امام جعفرصادق(ع) است که همراه باعده‌ای از انصار و شیعیان برای عزیمت به طوس از طریق اروندرود به خاک ایران حرکت نمودند و موقعی به خاک ایران رسیدند که امام رضا(ع) را مسموم کرده بودند و حاکمان عباسی، دستور تعقیب و دستگیری و کشتن آل ابوتراب را به حکام منطقه صادر کرده بودند و امامزاده شاه حیدر را در کنار شهر نقنه (۵ کیلومتری بروجن) به شهادت رساندند. در زمان سلطنت قاجار گنبد و بارگاهی به سبک معماری قدیم به صورت هشت ضلعی بر روی مرقد امامزاده ساخته‌اند. پس از شروع جنگ ایران و عراق، پیکر مطهر شهدای شهر در این مکان به خاک سپرده شدند.

### لاله‌های واژگون
لاله‌های واژگون در دامنه کوه‌های جنوب نقنه (کوه‌های سی دره سی و تنگ خرسی) و دشت‌ها و دره‌های پایین دست آن در اواخر فروردین و اوایل اردیبهشت به گل می‌نشینند. این گونه از لاله واژگون بسیار نادر است و یک اثر طبیعی ملی به‌شمار می‌آید.

عمر این گیاه بسیار کوتاه است. گل‌دهی آن از اوایل اردیبهشت آغاز می‌شود و در فصل بارش پایان می‌یابد. لاله واژگون از گیاهان علفی پیازدار و چندساله‌است که تاکنون ۱۵ گونه آن در ایران شناسایی شده‌است. در دشت‌های نقنه می‌توان این گل را به رنگ‌های قرمز و زرد (که کمتر دیده می‌شود) یافت.

## صنایع دستی
در گذشته بسیاری از زنان نقنه به شغل قالیبافی اشتغال داشتند اما متأسفانه در سال‌های اخیر به دلیل کم رونق شدن فرش دستباف ایرانی در بازارهای جهانی، رونق این شغل در این منطقه نیز کاهش چشمگیر داشته‌است.

## آب و هوا
ارتفاع شهرستان بروجن از سطح دریا به طور متوسط ۲۴۳۲ متر است. از لحاظ اقلیمی دارای شرایط نیمه مرطوب با تابستان معتدل و زمستان بسیار سرد می‌باشد. تعداد روزهای یخبندان در حدود ۱۲۲روز در سال می‌باشد. حداقل مطلق دمای این ایستگاه به ۳۶- درجه می‌رسد و حداکثر مطلق دمای مشاهد شده به ۳۶درجه سانتیگراد بالغ گردیده‌است. بارش سالانه این ایستگاه به‌طور متوسط به ۳۶۰ میلی‌متر بالغ می‌گردد و دارای دو فصل خشک و مرطوب است. بروجن یکی از مرتفع‌ترین شهرهای کشور است که این خصیصه بروجن را از جهت محیط زیست حیوانی و گیاهی بسیار غنی و پر جاذبه نموده‌است.
| آب و هوای بروجن                                          | آب و هوای بروجن | آب و هوای بروجن | آب و هوای بروجن | آب و هوای بروجن | آب و هوای بروجن | آب و هوای بروجن | آب و هوای بروجن | آب و هوای بروجن | آب و هوای بروجن | آب و هوای بروجن | آب و هوای بروجن | آب و هوای بروجن | آب و هوای بروجن |
|                                                          | ژانویه          | فوریه           | مارس            | آوریل           | مـــــه         | ژوئـن           | ژوئیـه          | اوت             | سپتامبر         | اکتبـر          | نوامبر          | دسامبر          | سـال            |
| -------------------------------------------------------- | --------------- | --------------- | --------------- | --------------- | --------------- | --------------- | --------------- | --------------- | --------------- | --------------- | --------------- | --------------- | --------------- |
| گرم‌ترین C°                                               | ۱۲٫۰            | ۱۵٫۰            | ۲۰٫۰            | ۲۳٫۰            | ۲۹٫۰            | ۳۰٫۰            | ۳۵٫۰            | ۳۵٫۰            | ۳۱٫۰            | ۲۶٫۰            | ۱۸٫۰            | ۱۱٫۰            | ۱۹٫۹            |
| میانگین گرم‌ترین‌ها C°                                     | ۱۲٫۰            | ۱۵٫۰            | ۲۰٫۰            | ۲۳٫۰            | ۲۹٫۰            | ۳۰٫۰            | ۳۵٫۰            | ۳۵٫۰            | ۳۱٫۰            | ۲۶٫۰            | ۱۸٫۰            | ۱۱٫۰            | ۱۹٫۹            |
| میانگین سردترین‌ها C°                                     | -۱۴٫۰           | -۸٫۰            | -۷٫۰            | -۳٫۰            | ۲٫۰             | ۵٫۰             | ۱۱٫۰            | ۷٫۰             | ۲٫۰             | ۱٫۰             | -۶٫۰            | -۱۴٫۰           | ۱٫۱             |
| سردترین C°                                               | -۱۴٫۰           | -۸٫۰            | -۷٫۰            | -۳٫۰            | ۲٫۰             | ۵٫۰             | ۱۱٫۰            | ۷٫۰             | ۲٫۰             | ۱٫۰             | -۶٫۰            | -۱۴٫۰           |                 |
| منبع: وبگاه اداره هواشناسی چهار محال و بختیاری ۸ مهٔ ۲۰۱۱ |                 |                 |                 |                 |                 |                 |                 |                 |                 |                 |                 |                 |                 |